# Warm Tenor
Warm Tenor è un album di Zoot Sims con il pianista Jimmy Rowles, pubblicato dalla Pablo Records nel 1979. Il disco fu registrato il 18 e 19 settembre 1978 a New York City, New York (Stati Uniti).

## Tracce
Lato A
1. Dream Dancing – 7:22 (Cole Porter)
2. Old Devil Moon – 5:34 (Allan Roberts, Doris Fisher)
3. Blues for Louise – 2:39 (Zoot Sims)
4. Jitterburg Waltz – 6:51 (Thomas Waller (Fats Waller))

Lato B
1. You Got to My Head – 5:15 (J. Fred Coots, Haven Gillespie)
2. Blue Prelude – 5:43 (Joe Bishop, Gordon Jenkins)
3. Comes Love – 5:52 (Lew Brown, Sam H. Stept, Charles Tobias)
4. You're My Thrill – 6:09 (Burton Lane, Ned Washington)

- Il brano You're My Thrill è normalmente accreditato a Jay Gorney e Sidney Clare

## Musicisti
- Zoot Sims - sassofono tenore
- Jimmy Rowles - pianoforte
- George Mraz - contrabbasso
- Mousey Alexander - batteria[4]